# Findlos

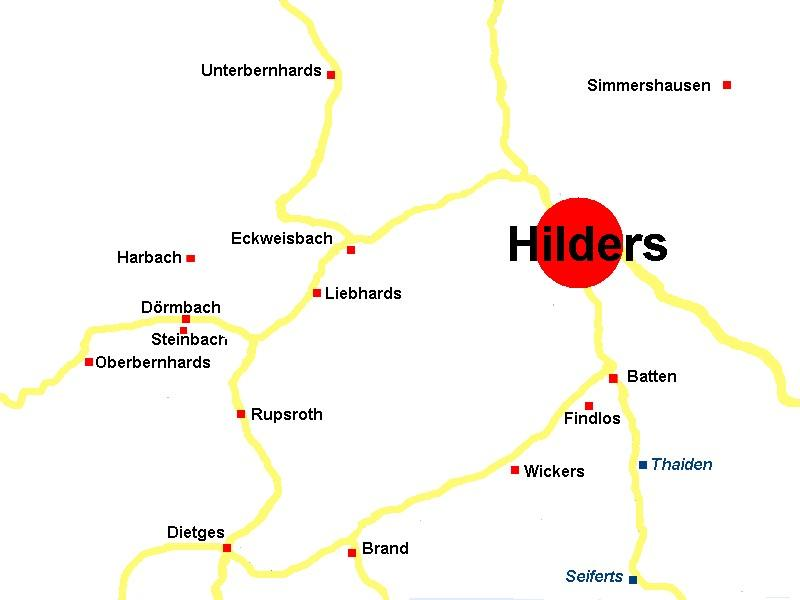
Die Ortsteile von Hilders mit der Lage von Findlos.

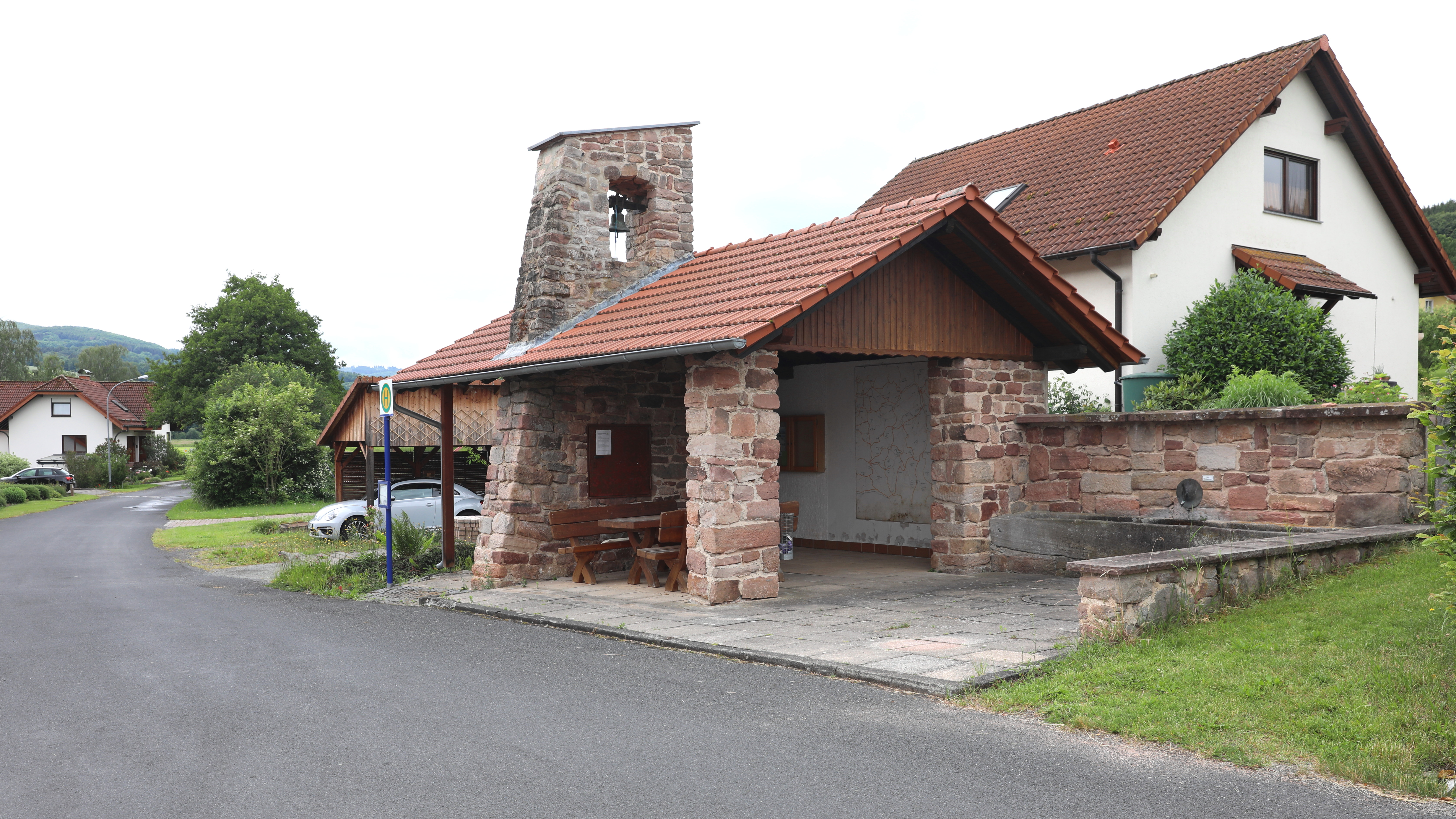
Ortsmitte

Findlos ist ein Dorf, das schon seit dem 19. Jahrhundert Teil von Batten, einem heutigen Ortsteil der Marktgemeinde Hilders im Landkreis Fulda in Hessen in der Rhön, ist.

## Lage
Findlos liegt auf etwa 470 m ü. NHN südwestlich von Batten und nordöstlich von Wickers, direkt nördlich der Bundesstraße 458, die bei Batten in die Bundesstraße 278 mündet. Der talwärts linksseitige Zufluss und östlich in die Ulster mündende Brandbach unterquert bei Findlos die B 458. In Uhrzeigerrichtung liegen nördlich Hilders, östlich Batten, südöstlich Thaiden, südwestlich Wickers und westlich der markante Findloser Berg auf 636 m ü. NHN um den Ort.
Das etwa 40 Häuser umfassende heutige Findlos hat einen fast quadratischen Umriss und ist wie die südlich des Ortes parallel verlaufende B458 Südwest-Nordost ausgerichtet.

## Geschichte
Der Ort wurde schon im Jahr 1239 als Vindelines erwähnt, vermutlich nur eine Hofstelle, und gehörte zum Besitz des Klosters Fulda. In der Urkunde eines Gerlach von Haselstein überträgt er zusammen mit seiner Gemahlin Mechthild die Vogteirechte des Dorfes dem Konvent des Klosters Fulda. Dabei wurde der Konvent verpflichtet, aus den Einkünften der Vogtei das St. Michaelsfest zu finanzieren. 1342 kamen die Ulstertaldörfer an das Bistum Würzburg. Ende des 15. Jahrhunderts war Findlos eine Wüstung, wurde aber ab 1510 wieder nachweislich besiedelt. 1575 gehörte Findlos mit 19 weiteren Orten des Ulstertales zum würzburgischen Zentgericht Hilders.
Erst 1683 wurde die Zenthoheit über die vier Dörfer Batten, Findlos, Seiferts und Thaiden dem Hochstift Fulda zugesprochen und 1686 dem Zentamt Bieberstein eingeordnet. Mit dem Hammelburger Vertrag 1722 wurden die vier Dörfer auch fuldischer Gesetzgebung unterstellt. Die genannten vier Dörfer des Ulstergrundes waren eine Exklave des Hochstifts Fulda, umgeben von würzburgischem Territorium. Ab 1727 war Findlos der damals gegründeten Pfarrei Batten zugeordnet.
Ab 1787 wurde der Ort dem Amt Bieberstein zugeordnet. Von 1803 (Reichsdeputationshauptschluss) bis 1806 gehörte es zum  weltlichen Fürstentum Nassau-Oranien-Fulda, kam ab 1806 unter französische Militärverwaltung, 1810 ans Großherzogtum Frankfurt, Departement Fulda, Distrikt Bieberstein und wurde danach Batten zugeschlagen. Mit den Beschlüssen des Wiener Kongresses wurde auch Fulda aufgeteilt. 1816 erfolgte die Übergabe an Bayern.
1812 waren 104 Einwohner registriert, 1895 gar nur mehr 90 Bewohner. Bis 1866 gehörte Findlos dann zum Bezirksamt Hilders. Nach dem preußisch-österreichischen Krieg kamen die Ämter Hilders, Weyhers und Gersfeld am 14. Januar 1867 an Preußen, das diese Gebiete zum Kreis Gersfeld im Regierungsbezirk Kassel, Provinz Hessen-Nassau, zusammenschloss und bis 1932 bestand. Mit der Gebietsreform Ende 1932 wurde der Landkreis Gersfeld  mit dem Kreis Fulda vereinigt.
Nach 1945 wieder hessisch, kam der Ort als Teil Battens am 31. Dezember 1971 an die Gemeinde Hilders.

## Sonstiges
Sehenswert sind die rund um den Ort existierenden Bildstöcke aus dem 18. und 19. Jahrhundert. Der Name des Ortes wird in der Mundart des Rhöner Platts Fönngels ausgesprochen.